# 夏后皋墓
夏后皋墓中国夏朝十五任君主皋的陵墓。
根据《左传》的记载，在殽南陵有皋的陵墓。前628年（鲁僖公三十二年），晋文公薨，秦穆公派孟明视东征，蹇叔哭师。说晋国人必定在殽山抗击秦军，殽有两座山头（山陵）。南山是皋的坟墓，北山是周文王避过风雨的地方。
夏后皋墓位于河南省陕县东南雁翎关关口北，三洛公路东侧的高埠之上，距三门峡市约28公里。其墓呈圆丘形，高约1.5米，周长约30米。1960年代，郭沫若、夏鼐曾来此考察夏文化。2008年6月16日登录为第五批河南省文物保护单位。